# Юково (Вологодская область)
Юково — деревня в Усть-Кубинском районе Вологодской области.
Входит в состав Никольского сельского поселения, с точки зрения административно-территориального деления — в Никольский сельсовет.
Расстояние по автодороге до районного центра Устья — 35,5 км, до центра муниципального образования Никольского — 2,5 км. Ближайшие населённые пункты — Родионово, Шабарово, Маслово.
По переписи 2002 года население — 7 человек.